# Comtat de Lika-Senj
El Comtat de Lika-Senj - Ličko-senjska županija és un comtat de Croàcia que inclou la regió de Lika i part de la costa nord del mar Adriàtic vora la vila de Senj, inclosa la part septentrional de l'illa de Pag. La capital és Gospić. Limita amb el comtat de Karlovac al nord-est, amb el comtat de Zadar al sud i amb el comtat de Primorje-Gorski Kotar al nord-oest.

## Població
| Ètnia     | Nombre | Percentatge |
| --------- | ------ | ----------- |
| Croats    | 46.245 | 86,15%      |
| Serbis    | 6.193  | 11,54%      |
| Albanesos | 110    | 0,20%       |
| Bosnians  | 88     | 0,16%       |
| Altres    | 509    | 0,95%       |

## Divisió administrativa
Lila-Senjes divideix en:
- Vila de Gospić
- Vila de Novalja
- Vila de Otočac (formerly Ottochaz)
- Vila de Senj
- Municipi de Brinje
- Municipi de Donji Lapac
- Municipi de Karlobag
- Municipi de Lovinac
- Municipi de Perušić
- Municipi de Plitvička Jezera (Plitvice Lakes)
- Municipi d'Udbina
- Municipi de Vrhovine

## Govern del comtat
L'assemblea del comtat és formada per 42 representants, i composta per:
- HDZ-DC: 26
  - Unió Democràtica Croata (HDZ)
  - Centre Democràtic (DC)
- HSS-SDP-HNS: 10
  - Partit dels Pagesos Croats (HSS)
  - Partit Socialdemòcrata de Croàcia (SDP)
  - Partit Popular Croat (HNS)
- Partit Independent Democràtic Serbi (SDSS) 3
- Partit Croat dels Drets (HSP) 3
- Partit Popular Serbi (SNS) 3

Basat en els resultats de les eleccions del 2005.